# Jarrier
Jarrier é uma comuna francesa na região administrativa de Auvérnia-Ródano-Alpes, no departamento de Saboia. Estende-se por uma área de 17,79 km². Em 2010 a comuna tinha 508 habitantes (densidade: 28,6 hab./km²).